# Likenäs syd
Likenäs syd är en bebyggelse belägen söder om centrala Likenäs utefter riksväg 62 i Klarälvdalen i Dalby socken i Torsby kommun. Före 2015 ingick bebyggelsen i tätorten och senare småorten Likenäs som sedan delades 2015, där denna södra del klassades som en separat småort, medan den centrala delen kvarstod som småort vilken senare 2023 avregistrerades.